# Нічна мавпа
Нічна мавпа, мірікіна, дурукулі (Aotus) — рід сухоносих мавп монотипової родини Нічні мавпи (Aotidae). Вони єдині в своєму роді ведуть нічний спосіб життя, звідки і отримали таку назву.

## Місце і середовище проживання
Мавпи цього роду мешкають у Південній Америці та на південному узбережжі Центральної Америки. Ці тварини віддають перевагу листяним і змішаним лісам. Вони можуть жити як в тропічному дощовому кліматі, так і в сухому лісі, і навіть у горах, але не вище 3,2 км.

## Зовнішній вигляд
Розмір мавпи невеликий, всього 24 —37 см. Голова круглої форми. Вуха маленькі, їх ледве видно з-під вовни. Очі великі, коричневого кольору, добре бачать у темряві за рахунок наявності в сітківці паличок і колб, але кольорове сприйняття у них обмежене. Голос дуже гучний, обумовлений наявністю горлового мішка під підборіддям і розширеною трахеєю. Хвіст довгий і пухнастий, 31 —40 см завдовжки. Вага мавпи від 700 до 1200 г. Шерсть щільна і м'яка.
Забарвлення на спині і лапах оливково-коричневе або сіро-чорне, черево і внутрішня сторона лап має жовто-оранжеві відтінки, чорний пензлик на кінчику хвоста, білі плями навколо очей.

## Спосіб життя
Мавпи живуть в лісах і майже весь час проводять на деревах. Активний спосіб життя вони ведуть в темний час доби. Вони відмінно орієнтуються в нічний час і вільно переміщаються на чотирьох лапах по деревах, спритно стрибають. Вдень ці мавпи відпочивають, знайшовши собі тихе місце в густих заростях або в щілинах між деревами.

### Живлення
Мавпи намагаються добути собі їжу, не спускаючись з дерев, тому в основному вони харчуються фруктами. У сезон дощів фруктів не вистачає, і вони доповнюють свій раціон частинами рослин, листям, квітками. У темний час доби вони дуже спритно ловлять і поїдають різних комах, полюють на дрібних тварин і птахів. Але й самі можуть стати здобиччю сов, змій і диких кішок. У воді практично не мають потреби, вони збирають росу і беруть рідину з молодих пагонів рослин або соковитих фруктів.

### Розмноження
Нічні мавпи живуть сім'ями до п'яти особин на своїй території, яка становить від 3 до 10 га. Вони уникають зустрічей з чужинцями і мітять свій простір. Сім'я складається з самця, самки і потомства. Главою сім'ї є батько. Всі члени групи завжди знаходяться поруч і навіть сплять, зігріваючи один одного.
Відтворюють потомство ці мавпи раз на рік. Вагітність триває близько 6 місяців, а період народження зазвичай припадає на осінній період, в сезон дощів. За один раз народжується не більше двох дитинчат. Вага одного малюка близько 95 грам. Мати невідлучна з дитинчам тиждень, потім він з нею в контакті на час годування. Місяць дитинчата тримаються за черево батька, потім перебираються на його спину. Самка годує малюків своїм молоком, з появою зубів у півтора місяця вони поступово звикають до твердої їжі.
Самці беруть активну участь у вихованні дитинчат і не зраджують своїм самкам. Це єдиний вид приматів з ідеальною моногамією. До 7 місяців самка годує молоком дитинчат, а батько носить їх на спині. Після 7 місяців вони вже повністю самостійні, але продовжують жити в сім'ї. На третьому році життя примати повністю готові до створення нової сім'ї та відтворення потомства.

## Види
- Aotus azarae
- Aotus brumbacki
- Aotus griseimembra
- Aotus jorgehernandezi
- Aotus lemurinus
- Aotus nigriceps
- Aotus trivirgatus
- Aotus vociferans
- Aotus miconax
- Aotus nancymaae
- Aotus zonalis